# العلاقات السنغالية اليونانية
العلاقات السنغالية اليونانية هي العلاقات الثنائية التي تجمع بين السنغال واليونان.

## مقارنة بين البلدين
هذه مقارنة عامة ومرجعية للدولتين:
| وجه المقارنة                                              | السنغال                                              | اليونان                                                                             |
| --------------------------------------------------------- | ---------------------------------------------------- | ----------------------------------------------------------------------------------- |
| المساحة (كم2)                                             | 196.72 ألف                                           | 131.96 ألف                                                                          |
| عدد السكان (نسمة)                                         | 15.85 مليون                                          | 10.76 مليون                                                                         |
| الكثافة السكانية (ن./كم²)                                 | 80.57                                                | 81.54                                                                               |
| العاصمة                                                   | داكار                                                | أثينا، نافبليو                                                                      |
| اللغة الرسمية                                             | لغة فرنسية، اللغة الولوفية، باديارا ‏، اللغة البلنتية | لغة يونانية، اليونانية الديموطيقية ‏                                                 |
| العملة                                                    | فرنك غرب أفريقي                                      | يورو، دراخما، فينيكس يوناني ‏                                                        |
| الناتج المحلي الإجمالي (بليون دولار)                      | 16.37 مليار                                          | 200.29 مليار                                                                        |
| الناتج المحلي الإجمالي (تعادل القوة الشرائية) بليون دولار | 36.62 مليار                                          | 285.45 مليار                                                                        |
| الناتج المحلي الإجمالي الاسمي للفرد دولار أمريكي          | 899                                                  | 18.00 ألف                                                                           |
| الناتج المحلي الإجمالي للفرد دولار أمريكي                 | 2.33 ألف                                             | 26.85 ألف                                                                           |
| مؤشر التنمية البشرية                                      | 0.466                                                | 0.865                                                                               |
| رمز المكالمات الدولي                                      | +221                                                 | +30                                                                                 |
| رمز الإنترنت                                              | .sn                                                  | .gr                                                                                 |
| المنطقة الزمنية                                           | 00                                                   | توقيت شرق أوروبا، ت ع م+02:00، ت ع م+03:00، توقيت شرق أوروبا الصيفي ‏، أوروبا/أثينا ‏ |

## منظمات دولية مشتركة
يشترك البلدان في عضوية مجموعة من المنظمات الدولية، منها:
| علم المنظمة | اسم المنظمة                               | تاريخ انضمام السنغال | تاريخ انضمام اليونان |
| ----------- | ----------------------------------------- | -------------------- | -------------------- |
|             | مؤسسة التنمية الدولية                     | 31 أغسطس 1962        | 9 يناير 1962         |
|             | يونسكو                                    | 10 نوفمبر 1960       | 4 نوفمبر 1946        |
|             | وكالة ضمان الاستثمار متعدد الأطراف        | 12 أبريل 1988        | 30 أغسطس 1993        |
|             | الأمم المتحدة                             | 28 سبتمبر 1960       | 25 أكتوبر 1945       |
|             | الفريق المعني برصد الأرض                  | ?                    | ?                    |
|             | الاتحاد البريدي العالمي                   | ?                    | ?                    |
|             | البنك الدولي للإنشاء والتعمير             | 31 أغسطس 1962        | 27 ديسمبر 1945       |
|             | الاتحاد الدولي للاتصالات                  | 15 نوفمبر 1960       | 1866                 |
|             | منظمة حظر الأسلحة الكيميائية              | ?                    | ?                    |
|             | مؤسسة التمويل الدولية                     | 31 أغسطس 1962        | 26 سبتمبر 1957       |
|             | المركز الدولي لتسوية المنازعات الاستشارية | 21 مايو 1967         | 21 مايو 1969         |
|             | منظمة التجارة العالمية                    | ?                    | 1995                 |
|             | منظمة الشرطة الجنائية الدولية             | ?                    | ?                    |

## وصلات خارجية
- موقع وزارة الخارجية السنغالية
- موقع وزارة الخارجية اليونانية